# Брязгунов, Юрий Иванович
Ю́рий Ива́нович Брязгуно́в (род. 1938, Могойтуй) — тракторист-комбайнёр, Заслуженный механизатор сельского хозяйства РСФСР (1980). Руководитель зерноводческого звена. Участник ВДНХ. С 1992 года − глава администрации села Новокургатай Акшинского района. Депутат Совета Союза Верховного Совета СССР 11 созыва (1984—1989) от Читинской области. Делегат XXV съезда КПСС.

## Награды и премии
- Два ордена Трудового Красного Знамени
- Медаль «За заслуги перед Читинской областью»